# وقف المرأة

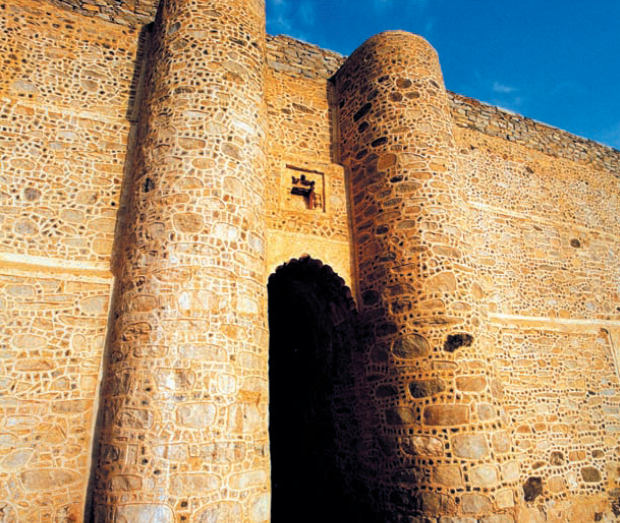
عين زبيدة

وقف المرأة، ساهمت المرأة منذ فجر الإسلام بكل التكاليف الشرعية والأنشطة الاجتماعية، وكانت أمهات المؤمنين ونساء السلف الصالح لهم مساهمات في الوقف، ودلَّ على مشروعية وقف المرأة نصوص كثيرة في القرآن والسنة، وأجمع العلماء على ذلك، ويمكن للمرأة أن تُعين ناظراً لوقفها، كما يمكنها أن تكون ناظرة على وقفها، وفق النصوص وأصول التشريع، ومن خلال المصادر التاريخية، نجد حضوراً للمرأة المسلمة وأوقافها في المجالات المختلفة: الاجتماعي والخيري، والديني والصحي والعلمي، وغيرها.

## الحكم الشرعي لوقف المرأة
وردت نصوص من القرآن والسنة وأفعـال الصـحابة والسلف الصالح؛ فيها حث للنساء على القربات والصدقات، ومن خلالها يتضح مشروعية وقف المرأة، وأنه سُنَّة ومندوب إليه، لأن النصوص حثت على الصدقات (المحبسة، وغير المحبسة) بوجهها العام، والمرأة مكلفة بإخراج زكاة الفرض، وهي واجبة عليها متى توفرت شروط إخراجها، ومكلفة بكل أصناف البر من الصدقات بما فيها الوقف على وجه الندب والاستحباب، وما دام للمرأة أهلية التملك الكسب والتصرف في مالها، فلها حق أن تقوم بوقف أموالها، بكل حرية ودون وصاية من أحد، ولا يحجز عليها في تصرفاتها متى امتنعت أسباب الحجر.

## ولاية المرأة المسلمة على نظارة الوقف
تمتعت المرأة بكامل حقوقها وحريتها المدنية، التي جعلت منها أهلاً لإجراء العقود، وتحمّل الإلتزامات، وهذا التكريم انعكس على بذلها وعطائها وفعلها الخير ومشاركتها في الوقف بمختلف أنواعه، سواء بسواء مع الرجل، وامتد إسهامها ليشمل النظارة على الأوقاف، إذ عُيّنت ناظرات من النساء على 14% من الأوقاف، كما أن وثائق الوقف التي تُعد مصدراً تاريخياً غنياً باهتمامات المجتمع، قد عدَّت وقفيات المرأة هي أحد المصادر التاريخية".
وقد قامت المرأة المسلمة بإدارة الوقف، ومن الأمثلة على ذلك: حفصة بنت عمر، فقد نص الخليفة عمر في وقفيته: "على أن ناظر وقفه، هي حفصة بنته عمر، وكانت أول امرأة مشرفة على الأوقاف في الإسلام، حيث ولاها عمر هذه المهمة بعد وفاته.

## ضوابط وقف المرأة المسلمة
ويمكن للمرأة أن تسـاهم في الوقـف بمختلف مجالاته، حسب قدراتها وإمكاناتها المالية وقـدراتها العقليـة والعلميـة وخبراتها واحتياجات مجتمعها؛ مع مراعاة شروط الوقف وضوابطه، وكل شرط ليس فيـه قربـة لا يصح اشتراطه في الوقف، ولا يجب الوفاء به ولو كان مباحاً، كما أطلق المتأخرون من الفقهاء اسم الشروط العشرة في الوقف وهي: "الزيادة، والنقصان، والإدخال، والإخراج، والإعطاء، والحرمان، والتغيير، والتبديل، والإبدال، والاستبدال، ويُلحق بعضهم بها شَرطَي: التخصيص والتفصيل.

## وقف المرأة المسلمة عبر التاريخ الإسلامي
تعدَّدت صور البناء الحضاري، ومن الأوقف شُيَّدت المشروعات الحضارية في الدول الإسلامية، وساهمت المرأة المسلمة في ذلك، وكان لها إسهام كبير في الوقف بمختلف مجالاته: وقف المال، ووقف العقار كالأرض والمساجد والمدارس، و وقف الماء ووقف المنقول، وغيرها، ومن مختلف الحواضر الإسلامية مشرقاً ومغرباً.

## وقف المرأة في عهد الصحابة
ساهمت النساء في عهد الصحابة في إنشاء الأوقاف، بداية من زوجات الرسول ﷺ، كـ: أم المؤمنين عائشة  التي اشترت داراً، وكتبت في شرائها: أني اشتريت داراً، وجعلتها لما اشتريتها له، فمنها مسكن لفلان ولعقبه ما بقي بعده إنسان، ومسكن لفلان وليس فيه ولعقبه، ثم يرد ذلك إلى آل أبي بكر، كما وقفت حفصة  حُليّاً ابتاعتها بعشرين ألفاً، فحبستها على نساء آل الخطاب للبسة وإعارته، فكانت لا تخرج زكاته.
وقد ذُكِر أيضاً أن عمر بن الخطاب أوصى حفصة بعد موته، وأن حفصة أوصت إلى عبد الله بن عمر بمثل ما أوصى به إليهما أبوهما، وبصدقة تصدقت بها "مال وقفته بالغابة.

## وقف المرأة في العهد العباسي

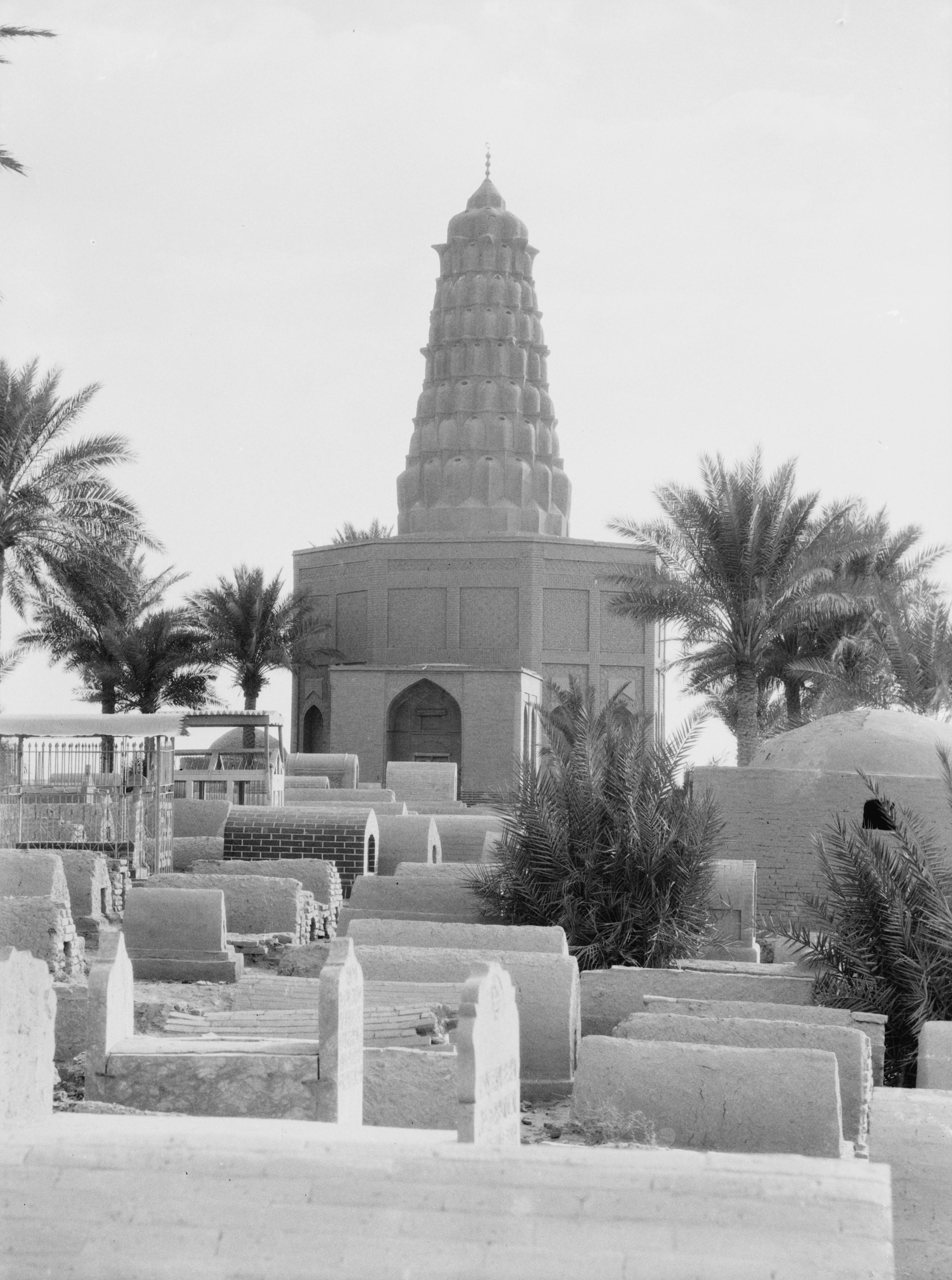
مرقد السيدة زمرد خاتون أم الناصر لدين الله العباسي في وسط مقبرة الشيخ معروف عام 1932

في عهد الدولة العباسية، بدأ وقف المرأة يظهر بشكل أكثر من ذي قبل، والواقفات إما أن يكن أمهات الخلفاء وزوجاتهم، أو من الجواري أو من العامة.
ومن أبرز الواقفات: وقف السيدة زمرد –زوجة الخليفة العباسي-، لمسجد الخفافين في بغداد، الذي تُعَدّ منارته أقدم منارة معروفة في بعداد.
وقف السيدة فاطمة الفهري، فقد قامت بإعادة جامع القرويين في فاس، وغيرها من الوقفيات في هذا العصر.

## وقف المرأة في العهد الأيوبي
وكان لنساء الأسر الأيوبية دورٌ أساسي في المساهمة الفاعلة بإنشاء الأوقاف، فقد أوقفت الكثيرات منهن الأوقاف لإنشاء المدارس على المذاهب السنية الأربعة، ومنهن:
ابنة الملك العادل أبي بكر بن أيوب، وشقيقة الملك الأفضل، والتي أوصت ببناء مدرسة، يُجعل فيها فقهاء وقراء، ويُشترى لها وقف يغل –أي يدر مالاً-، فبنيت مدرسة القطبية، وظلت تلك المدرسة عامرة حتى ذكرها المقريزي في القرن التاسع الهجري.

## وقف المرأة في عهد المماليك
اشتهر العصر المملوكي بجهود النساء وأنشطتهن في إنشاء الأوقاف، ومن أبرز تلك النساء:
1. تذكار ابنة الظاهر بيبرس التي وقفت على رباط البغدادية 684هـ، حيث كان هذا الرباط يؤدي أدواراً دينية وتعليمية واجتماعية في ذلك الوقت.
2. فاطمة بنت جمال الدين بن يوسف (ت: 855هـ)، فقد كانت تبني لأبناء الفقراء وتحبس عليها الأوقاف، ويُقدم فيها لهم الطعام والملابس ويعين بها المؤدِّبون.[4]

## وقف المرأة في العهد العثماني

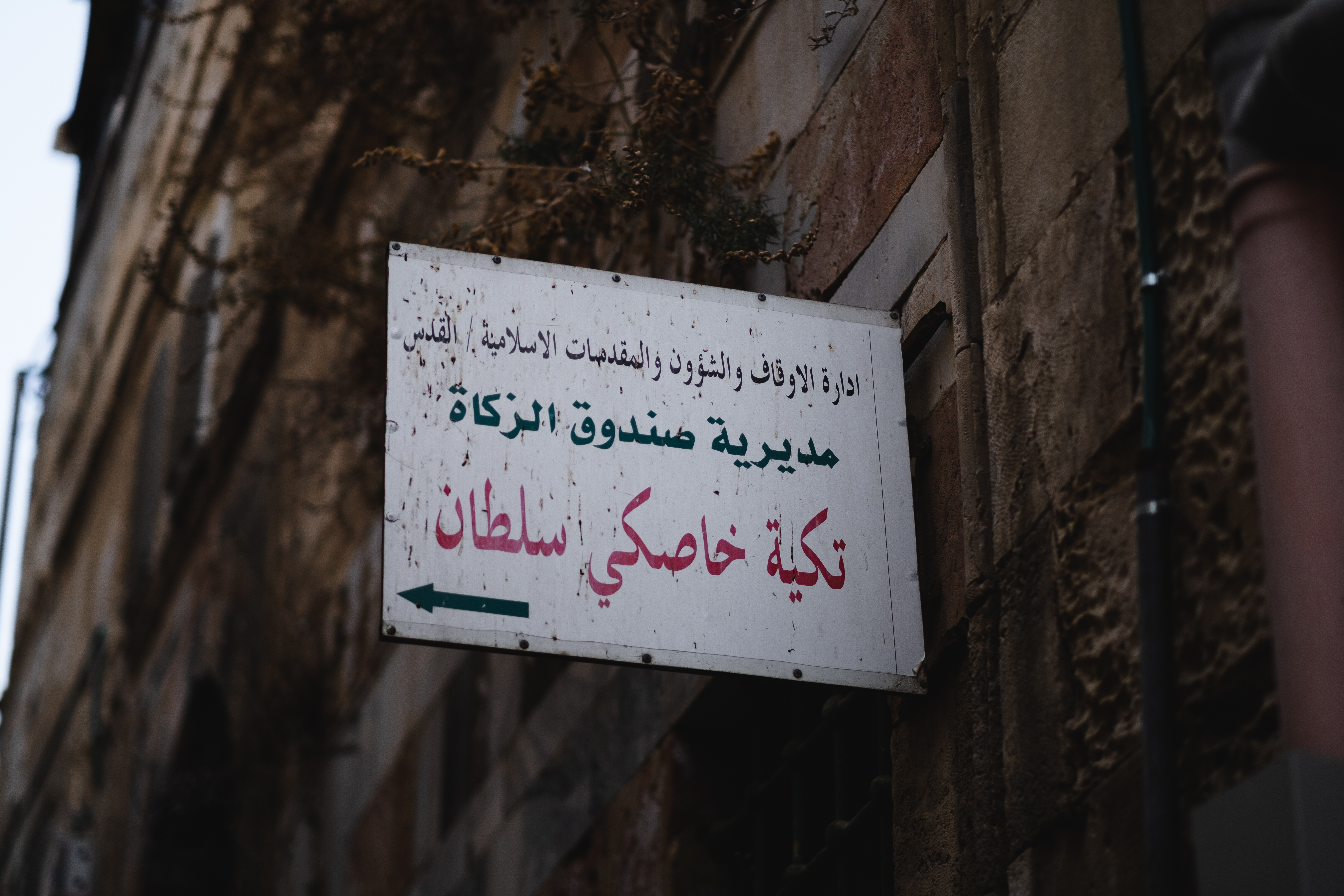
تكية خاصكي سلطان

من خلال المعطيات المتوافرة من وثائق وغيرها في العهد العثماني، يُلاحظ أنه كان للمرأة دور بارز في المساهمة الوقفية، ولأمهات السلاطين وزوجاتهم على وجه خاص، فقد برز منهن سيدتان من زوجات وأمهات السلاطين العثمانيين ممَّن حملن لقب (الخاصكية)، ولهما أوقاف في مكة والمدينة: أولاهما: السيدة خاصكي زوجة السلطان سليمان القانوني، فقد كان لها وقف في سنة: 956هـ، وكان وقفاً متنوعاً من الأراضي الزراعية والمباني وسفينتان.

## نماذج وقفية لمساهمة المرأة المسلمة على الحرمين
- وقف زبيدة زوجة هارون الرشيد: إذ أمرت بحفر بئر ماء في مكة، وكان ذلك في السنة التي أدّت فيها فريضة الحج، وذلك لما شاهدت ما يعانية أهل مكة من التعب والمشقة للحصول على ماء الشرب، فأمرت خازن أموالها بدعوة المهندسين والعمال من أنحاء البلاد، واعتمدوا (عين حنين)، فأسالوا منها الماء تحت الصخور الصلدة وانساب الماء في شوارع مكة، وما زالت تعرف ببئر زبيدة إلى يومنا هذا، وينتفع منها أهل المنطقة والحجاج.[13]
- ووقف السيدة عائشة والدة السلطان مراد خان (الخاصكية المستجدة) سنة: 1036هـ حيث وقفت على الحرمين مجموعة ضخمة من الأراضي.[14]
- كما خَصَّصَت بعض النساء وقفهن لخدمة الحجيج، مثال ذلك محطات الحجيج كأم قاسم المرادية السفيانية في القرن الثامن الهجري، فهذه الوقفية ذات الطابع الخيري الخدماتي لأداء مناسك الحج، وهي أميرة ورثت ثروة طائلة تنحدر من بيت علم ومال، وأوقفت ثروتها لبناء محطات التزود بالزاد والماء والاستراحة للحجيج.[1]

## نماذج وقفية لمساهمة المرأة في الأعمال الاجتماعية والخيرية
ساهمت المرأة المسلمة بالوقف في الميدان الاجتماعي، الذي شمل المرافق السكنية والدينية والطبية والخيرية بوجه عام، ومن أمثلة هذه النماذج:

### أولاً: وقف المرأة المسلمة في نشر العلم
- وقف زوجة الخليفة المستعصم، فقد وقفت المدرسة البشيرية في بغداد، وجعلتها للمذاهب الأربعة، ووقفت عليها خزانة كتب تفرقت بدداً،[15] لا يعرف منها غير المجلد الخامس من تفسير القرآن، المسمى: (العيون والنكت للماوردي)، وهو ضمن خزانة آل باش أعيان العباسي في البصرة، وعلى ظهر أول صفحة منه وقفية، جاء في أولها: "هذا ما وقفه وتصدق به السيدة الكبيرة الرضية جهة سيدنا الإمام أبي أحمد عبد الله المستعصم بالله، أمير المؤمنين، وأَمرَت أن تكون بالمدرسة الميمونة التي أمرت بإنشائها.[16]

- وقف السيدة فهيمة محمد بك، التي قامت بوقف ثمانية وتسعين فداناً وقيراطاً واحداً، وستة عشر سهماً من الأطيان الزراعية بناحية منهرة بمنطقة بني سويف في مصر، وقد جعلته الواقفة على نفسها في حياتها، ثم من بعد مماتها، وشرطت الواقفة أن يبنى من ريع هذا الوقف مدرسة للتعليم وتحفيظ القرآن الكريم وتعليم مبادئ القراءة والكتابة والحساب بناحية منهرة بمنطقة سويف، التي بها أعيان الوقف، كما شرطت الواقفة أن يعطى من ريع هذا الوقف رواتب المعلمين الذي يقومون بالتعليم في هذه المدرسية والإصلاحات التي تحتاج إليها هذه المدرسة لأجل أن تعد للتعليم على الدوام دون انقطاع.[17]

- وقف السيدة فاطمة عيادة بنت السيد شمس الدين عباد، إذ أوصت بشراء كتب ووقفها على طلبة العلم، كما ورد ذلك في وثيقة وقفية على ظهريّة نُسخة "صحيح البخاري" المحفوظة بمكتبة الأزهر (رقم:7480/129180 حديث)، وفيها تم تحديد ناظر الوقف في حينه، ومن يليه كذلك، وعدد أجزاء النسخة الموقوفة من (الصحيح)، وهي من أجزاء خمسة، كما تم تحديد مكان الوقف، والموقوف عليهم، وهم طلبة العلم بالمقام الأحمدي،[18] ومنها أيضاً، تلك النسخ المحفوظة بمكتبة الأزهر (رقم:5077/83015 حديث)، التي أوقفتها الحاجة صفية خاتون، على رواق الأروام بالجامع الأزهر، وهو الرواق المعروف برواق الأتراك، في 3 ذي الحجة سنة: 1201هـ.[19]

- وفي المغرب الإسلامي: ساهمت النساء في بناء الصرح الحضاري للأمة، إذ رصد التاريخ الحديث عدة مخطوطات، تتحدث عنهن، حيث حفظن القرآن وعلومه، وخصص أيامهن للكسب والعلم ولياليهن للذكر والقيام، ووقفن أنفسهن على تفريج الكرب وخدمة أهل العلم".[1]

- وفي بلاد الشام: وقفية ست الشام بنت أيوب بن شادي، المتوفاة سنة: (614هـ)، كانت من أكثر النساء صدقة وإحساناً إلى الفقراء، ومن أشهر ما وقفته المدرسة الشامية البرانية، والمدرسة الشامية الجوانية، وكلاهما في دمشق، وقد استفاد من هاتين المدرستين كثير من طلاب العلم الذين درسوا فيهما، كما درس فيهما أعلام من أبرز علماء الإسلام.[20]

- في اليمن: برز أثر المرأة جلياً في هذا الجانب، واشتهرت الدار الشمسي، ابنة السلطان الملك المنصور نور الدين عمر بن علي بن رسول بحب الخير، فكانت ذات صدقة ومعروف، ومآثرها كثيرة منها المدرسة المعروفة بالشمسية بذي عدينة من مدينة تعز، لها وقف جيد على إمام ومؤذن وقيّم ومدرس وطلبة ومعلم وأيتام يتعلمون القرآن، وابتنت مدرسة في زبيد معروفة بالشمسية أيضاً؛ أوقفت عليها وقفاً جيداً بكفاية المرتبين فيها.[21]

### ثانياً: وقف المرأة في المجال السكني والمعيشي
- وقف (أم الحسين بنت شهاب الدين الطبري قاضي مكة، التي أوقفت رباطاً في مكة عام: (784هـ)، وأم القطب القسطلاني، التي أوقفت رباطاً أيضاً في القرن الثامن الهجري.[15]

- وقف السيدة خاصكي زوجة السلطان سليمان القانوني في المدينة، فقد تضمن في وثيقة حجة الوقف: "وعلى مطبخ ومخبز ومخزنين وبيت معد لنخل الدقيق والحنطة فيه، وبيت معد للطاحونة، وعلى بيتين كبيرين فوق المطبخ وبيتين متوسطين وبيت صغير وعلى حوش كبير متصل بالمطبخ المذكور وهو مأكل الفقراء.[22]

### ثالثاً: وقف المرأة في مجال الأسبلة المائية
- ومن أبرز الواقفات زبيدة، فقد بنت البرك والصهاريج بمكة، وحفرت العين المعروفة بعين المشاش برأس الحجاز وأجرتها من مسافة اثني عشر ميلاً إلى مكة وعرفة في قناة محكمة.[23]
- وقف السيدة (خالصة مولاة الخيزران)، المتمثل في أعمال خيرية كثيرة، ومنها: بناء عدد من البرك والخزانات وحفر الآبار، فقد بنت بالقرب من القاع قبابا، عرفت بقباب خالصة، كما بنت في الطليح خزانة للماء، ذكرها الحربي بقوله: "الطليح والطليحة على اثني عشر ميلاً من بطان، وليست ببركة، كان فيه شجر طلح وقباب لخالصة وخزانة للماء.[10]
- ومن خلال وثيقة حجة وقف السيدة خاصكي زوجة السلطان سليمان القانوني، تبين أنها أوقفت ثلاثة أسبلة مائية، اثنان في مكة، وواحد في المدينة النبوية.[24]

### رابعاً: وقف المرأة في المجال الديني
وهناك مجالات واسعة في الوقف الديني للمرأة، كبناء المساجد، ومنها: جامع القرافة، وهو أحد منشئات السيدة تغريد زوجة الخليفة المعز وأم العزيز بالله)، وكان هذا المسجد كسائر المساجد الكبيرة في مصر والقاهرة، تقام فيه صلاة الجمعة، وقد تعرض للحريق عند خراب الفسطاط عام: 564هـ -1168م، ثم اتخذت إلى جانبه قصراً لها، ويقول المؤرخون إن السيدة تغريد أنفقت أموالاً في بناء هذا المسجد.
وقف السيدة (علم الآمرية) زوجة الخليفة الآمر التي كانت تميل للإعمار والإنشاء، حيث أنشأت العديد من المساجد، ومنها: مسجد السيدة رقية، الذي جعلت به مشهداً للسيدة رقية بنت علي بن أبي طالب، عام: 527هـ، ومسجد الأندلس وبجانبه رباط الأندلس الذي جعلته وقفاً للعجائز الأرامل.

### خامساً: وقف المرأة في المجال الصحي
- لقد كانت أول خيمة طبية في الإسلام، لامرأة من أسلم يقال لها رُفيدة، وكان رسول الله ﷺ هو من أمر بإنشائها في مسجده، وكانت رفيدة تداوي الجرحى، وتحتسب بنفسها على خدمة من كانت به ضبعة من المسلمين، وكان رسول الله ﷺ، قد قال لقوم حين أصابه السهم بالخندق: اجعلوه في خيمة رُفيدة حتى أعوده من قريب.[26]
- وقف سجاج أم المتوكل على الله: فقد كانت النفقة على البيمارستان الذي لبدر غلام المعتضد بالمخرم من ارتفاع وقف سجاج أم المتوكل على الله، إذ كان الوقف في يد أبي الصقر وهب بن محمد الكلوذاني، وكان قسط من ارتفاع هذا الوقف يصرف إلى نفقة البيمارستان.[27]
- ووقف بيمارستان السيدة أم المقتدر: ففي أول المحرم سنة 306هـ فتح أبو سعيد سنان بن ثابت بيمارستان السيدة أم المقتدر، وقد اتخذه بسوق يحيى على نهر دجلة وجلس فيه ورتب ببغداد المتطببين وقبل المرضى، وكانت النفقة عليه في كل شهر ستمائة دينار على يدي يوسف بن يحيى المنجم لأن سنان لم يدخل يده في شيء من نفقات البيمارستان.[28]
- ووقف السيدة كوهي خاتون وهذه الخاتون المباركة هي ابنة قليج أرسلان: أنشأت دار الشفاء بقيسارية وأوقفتها، وكان بناؤها سنة 602هـ، وهذه الدار تسمى أيضا مدرسة شفائية غياثية لأنها بنيت على وصية هذه السيدة بأمر غياث الدين كيخسرو ابن قليج أرسلان وهو أخوها.[26]

## الوقف وتمكين المرأة اقتصادياً
إن الوقف بكونه سنة نبوية، يؤكد قيم الإسلام في حماية الفئات الضعيفة وتمكينها، وتمكين الوقف للمرأة اقتصادياً يعني زيادة فرص العمل، وتنمية الفرص التجارية لها، وتسهيل ممارستها لهذه الأعمال، بما يتفق مع الأحكام الشرعية، وطبيعة المرأة.

### نماذج وقفية لتمكين المرأة اقتصادياً

#### مركز بناء الأسر المنتجة
وقد تأسس هذا المركز في المملكة العربية السعودية، سنة: 2010م، والمركز يعتبر أحد مبادرات مؤسسة سليمان بن عبد العزيز الراجحي للتمويل التنموي، لتقديم خدمات الاقتراض متناهي الصغر للنساء بلا فوائد، دون اللجوء إلى الكفالات، وحتى نهاية عام 2020م، صُرِفَ ما يزيد عن 162 ألف قرض لأكثر من 155 ألف مستفيدة.

#### جمعية تنمية ونهوض المرأة في مصر
والتي قدمت قروضاً قليلة إلى فئات ضعيفة من النساء، لإنشاء مشروعات تدر عائدات عليهن.

#### مشروع ازدهار النساء (جمعية الأسر التنموية) في الأردن
والتي تركز على تمكين المرأة من العمل في قطاع الخدمات، من خلال تزويدها بالمهارات اللازمة المطلوبة لسوق العمل.

### مجالات لتعزيز تمكين الوقف للمرأة اقتصادياً
1. تطوير رؤية واضحة واستراتيجية شاملة لمؤسسة الوقف للتمكين.
2. تطوير القدرة التنافسية للمرأة، والتعامل مع آليات سوق السوق.
3. الدمج أو التمكين المالي.
4. تشجيع المشروعات الصغيرة ومتناهية الصغر.
5. تكوين استراتيجيات مع مؤسسات المجتمع المدني الفاعلة، وزيادة قدرتها المؤسسية.
6. الاستفادة من الممارسات الحميدة، والأساليب الناجعة في تمكين المرأة اقتصادياً.
7. توفير التمويل لبرامج التمكين.[29]

## انظر ايضا
- الوقف في الاسلام
- المرءة في الاسلام

## روابط خارجية
- أوقاف المرأة في الحضارة الإسلامية: الوقف العلمي
- دور أوقاف النساء في النهضة العلمية في المجتمع المسلم
- المرأة والوقف العلاقة التبادلية